# Біловежівська сільська рада
Білове́жівська сільська́ ра́да — адміністративно-територіальна одиниця та орган місцевого самоврядування в Бахмацькому районі Чернігівської області. Адміністративний центр — село Біловежі Перші.

## Загальні відомості
Біловежівська сільська рада утворена у 1918 році.
- Територія ради: 95,6635 км²
- Населення ради: 650 осіб (станом на 1 січня 2012 року)

## Історія
Нинішня сільська рада є однією з 20-ти сільських рад Бахмацького району і одна з чотирьох, яка складається з шести населених пунктів.

## Населені пункти
Сільській раді були підпорядковані населені пункти:
- с. Біловежі Перші
- с. Біловежі Другі
- с. Вишнівське
- с. Зарукавне
- с. Зеленівка
- с. Кальчинівка

### Колишні населені пункти
- с. Круглолугівка, зняте з обліку 2009 року

## Склад ради
Рада складалася з 12 депутатів та голови.
- Голова ради: Шуба Олександр Степанович
- Секретар ради: Зиза Валентина Іванівна

### Керівний склад попередніх скликань
| Прізвище, ім'я, по батькові | Основні відомості                                                                       | Дата обрання | Дата звільнення |
| --------------------------- | --------------------------------------------------------------------------------------- | ------------ | --------------- |
| Шуба Олександр Степанович   | Сільський голова, 1973 року народження, освіта вища, член Соціалістичної партії України | 26.03.2006   | 31.10.2010      |
| Шуба Олександр Степанович   | Сільський голова, 1973 року народження, освіта вища, член Партії регіонів               | 31.10.2010   |                 |

Примітка: таблиця складена за даними сайту Верховної Ради України

### Депутати
За результатами місцевих виборів 2010 року депутатами ради стали:

#### За суб'єктами висування
| Суб'єкт висування | Кількість обраних депутатів | %    |
| ----------------- | --------------------------- | ---- |
| Партія регіонів   | 11                          | 91,7 |
| Самовисування     | 1                           | 8,3  |

#### За округами
| № округу        | Прізвище, ім'я, по батькові   | Дата визнання обраним | Освіта  | Партійна приналежність | Відомості про обраного депутата                                                    |
| --------------- | ----------------------------- | --------------------- | ------- | ---------------------- | ---------------------------------------------------------------------------------- |
| Партія регіонів |                               |                       |         |                        |                                                                                    |
| 1               | Зиза Валентина Іванівна       | 03.11.2010            | вища    | член Партії регіонів   | Біловежівська сільська рада, секретар                                              |
| 2               | Штурмак Оксана Миколаївна     | 03.11.2010            | вища    | позапартійна           | фермерське підприємство с. Біловежі Перші, санітарка                               |
| 3               | Шуба Лариса Олексіївна        | 03.11.2010            | вища    | член Партії регіонів   | Біловежівський навчально-виховний комплекс, вчитель української мови та літератури |
| 4               | Ященко Лариса Анатоліївна     | 03.11.2010            | вища    | член Партії регіонів   | Біловежівський сільський клуб, техпрацівник                                        |
| 6               | Кочерга Тетяна Михайлівна     | 03.11.2010            | середня | позапартійна           | відділення зв'язку, керівник                                                       |
| 7               | Пархоменко Тетяна Анатоліївна | 03.11.2010            | вища    | позапартійна           | фермерське підприємство с. Зеленівка, санітарка                                    |
| 8               | Симоненко Лідія Василівна     | 03.11.2010            | вища    | член Партії регіонів   | Зеленівська загальноосвітня школа, директор                                        |
| 9               | Дорошенко Світлана Михайлівна | 03.11.2010            | вища    | позапартійна           | Зеленівська загальноосвітня школа, вчитель                                         |
| 10              | Дорошенко Любов Степанівна    | 03.11.2010            | вища    | позапартійна           | бібліотечна філія № 16, завідувачка                                                |
| 11              | Найденко Анатолій Григорович  | 03.11.2010            | вища    | позапартійний          | приватний підприємець                                                              |
| 12              | Баран Лариса Олександрівна    | 03.11.2010            | середня | член Партії регіонів   | Біловежівська сільська рада, касир                                                 |
| Самовисування   |                               |                       |         |                        |                                                                                    |
| 5               | Штурмак Василь Петрович       | 03.11.2010            | середня | позапартійний          | тимчасово не працює                                                                |